# 立花書房
株式会社立花書房（たちばなしょぼう）は、主に法律や日本の警察の実務関係書籍を発行する出版社。

## 沿革
- 1901年（明治34年）	松華堂書店（前身）創業
- 1945年（昭和20年）	立花書房創立

## 雑誌

### 月刊誌
- 『警察公論』 - 警察官昇任試験対策のための雑誌。1945年（昭和20年）『時事問題研究』創刊。1950年（昭和25年）『警察公論』に改題[1]。
- 『警察学論集』 - 警察大学校が編集している学術雑誌。1948年（昭和23年）創刊[1]。
- 『治安フォーラム』 - 国内外の治安情勢に関する情報誌。1995年（平成7年）創刊[1]。
- 『ケータイSA研究』 - SA（警察官の昇任試験の第1次試験）対策のための雑誌。1985年（昭和60年）季刊『SA研究』創刊。1998年（平成10年）9月より月刊。2006年（平成18年）8月号より『ケータイSA研究』に改題[1]。

### 年刊誌
- 『警察政策』 - 警察政策学会の学会誌。1999年（平成11年）創刊。4巻1号まで良書普及会が頒布。

## かつて出版していた雑誌
- 『警察予備隊資料集』 1-4集、1951-1952年 - 警察予備隊本部警務局編。
- 『保安庁資料集』 5-6集、1952-1953年 - 保安庁保安局編。『警察予備隊資料集』の継続後誌。
- 『犯罪社会学研究』 1-28号、1976-2004年 - 日本犯罪社会学会編。同学会の機関誌。29号からは現代人文社が発行。
- 『現代刑事法―その理論と実務』 No.1-No.69、1976-1999年 - 発行：現代法律出版、発売：立花書房。

## 書籍
- 弘津恭輔 『新しき警察のために――国家と警察』 1949年
- 佐々淳行 『新しい監督者論』 1957年 - 佐々の第一作。
- 日本文化研究会編 『神武天皇紀元論――紀元節の正しい見方』 1958年 - 平泉澄、田中卓、肥後和男、三品彰英、藤井貞文、葦津珍彦らが寄稿。
- 天道是 『右翼運動一〇〇年の軌跡――その抬頭・挫折・混迷』 1992年
- 田代則春 『日本共産党の変遷と過激派集団の理論と実践』 1985年
- 警備研究会 『わかりやすい極左・右翼・日本共産党用語集』 初版1990年
- 右翼問題研究会 『右翼の潮流』 1999年、補訂版2006年
- 警備判例研究会編著 『警備判例解説集』 初版2000年
- 警察実務研究会編著 『クローズアップ実務1　職務質問』 2007年
  - 職務質問に関する実務書。警察学校で補助教材として使用されている。著者の詳細は非公開。「尾灯が切れている」などと言って車から降ろし、それを口実に職務質問に入るというテクニックが記載されており、「このような手法で集められた証拠は違法収集証拠に当たるのではないか」「警察職員の職務倫理及び服務に関する規則の第五条（信用失墜行為の禁止）に抵触するのではないか」等と一部で物議を醸した[2]。
- 『新 警備用語辞典』 2009年、増補版2018年
- 相良真一郎、神戸明編著 『誰にでもできる職務質問――職質道を極める』 2010年
  - 職務質問に関する実務書。著書は現役の警察官。一般に市販されていたが、犯罪者に手の内を公開することになってしまうため、警察官しか買うことが出来ないようになった[3]。